# منتخب لاوس لكرة السلة
منتخب لاوس لكرة السلة هو ممثل لاوس الرسمي في المنافسات الدولية في كرة السلة. ينتمي إلى منطقة الاتحاد الآسيوي لكرة السلة. انضم إلى الاتحاد الدولي لكرة السلة في عام 1965.